# Scharsterbrug
Scharsterbrug (Fries: Skarsterbrêge) is een dorp in de gemeente De Friese Meren, in de Nederlandse provincie Friesland. Scharsterbrug ligt tussen Joure en Sint Nicolaasga. In 2023 telde het dorp 800 inwoners. 

## Geschiedenis
Het dorp is in de 19e eeuw ontstaan rond een brug over de Scharsterrijn (Skarster Rien): een vaart tussen het Tjeukemeer en de Langweerderwielen. Ter hoogte van de scharren (een gebied dat boeren gezamenlijk gebruikten om vee te laten grazen) werd het dorp gebouwd. Lange tijd werd Scharsterbrug dan ook De Scharren genoemd.
In 1888 werd de Skarrenmolen gebouwd. In de buurt van het dorp staat ook nog de Windmotor Scharsterbrug. In 1911 werd de elfde fabriek van het Zuid-Hollandse zuivelconcern N.V. Hollandia in Scharsterbrug gebouwd. Hoewel deze beeldbepalende fabriek tussen 1929 en 2002 als Nestlé door het leven ging, heet de hoofdstraat van het dorp nog steeds Hollandiastraat. Kenmerkend in deze straat is een rij arbeiderswoning uit begin 20e eeuw. Tot voor een paar decennia bestond Scharsterbrug alleen uit deze Hollandiastraat met daaraan een kerk en een paar boerderijen naast de fabriek en de arbeiderswoningen. 
Er ligt ten oosten van deze hoofdstraat een nieuwbouwwijk met daarin een vijftal straten. De oudste twee straten bestaan voornamelijk uit rijtjeshuizen, terwijl de nieuwere straten (gebouwd vanaf de jaren 1990) bijna uitsluitend uit vrijstaande huizen bestaan. In de nieuwste straat (Trijegea) woont men tevens aan het water van de Scharsterrijn.
Tot de gemeentelijke herindeling in 1984 lag Scharsterbrug in de voormalige gemeente Doniawerstal. Tot 1 januari 2014 lag Scharsterbrug in de gemeente Skarsterlân.

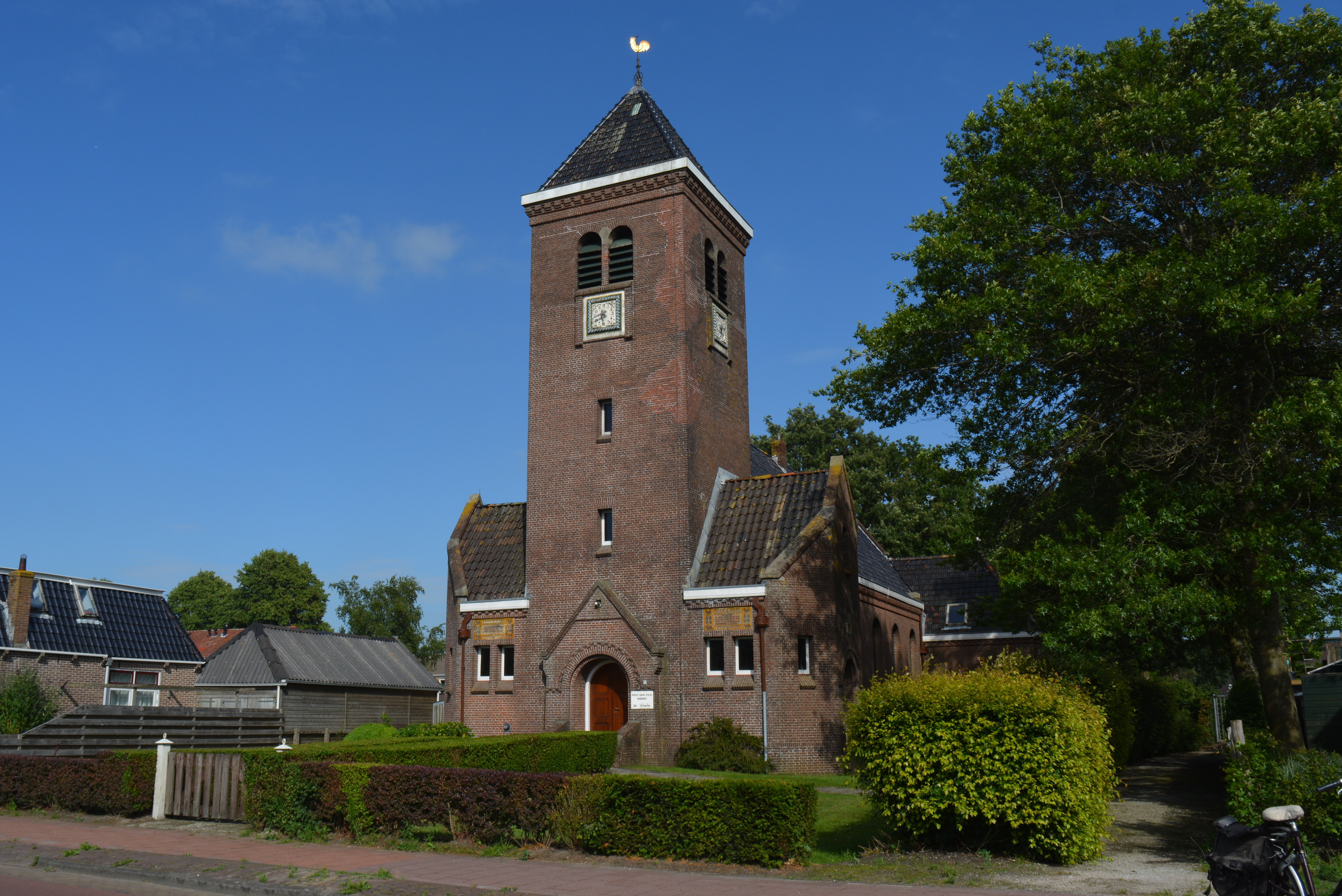
Kerk van Scharsterbrug
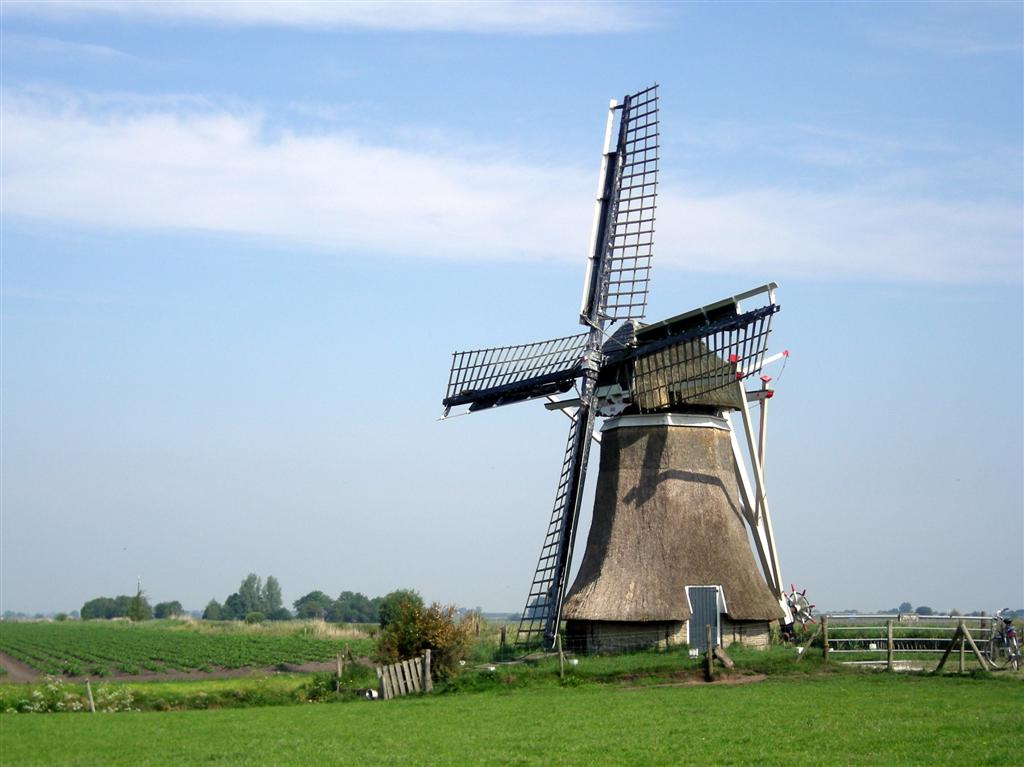
Skarrenmolen

## Voorzieningen
Scharsterbrug heeft een basisschool (De Brêge), tennisbaan, (zelfbedienings)tankstation en bibliotheek.

## Bekende (oud-)inwoners

### Geboren in Scharsterbrug
- Jan Heida (1953), langebaanschaatser
- Steven de Jong (1962), acteur en regisseur
- Tonny de Jong (1974), langebaanschaatsster

### Overleden in Scharsterbrug
- Fokke Jelsma (1943-2012), honkballer

## Openbaar vervoer
Onderstaande lijn wordt gereden door Qbuzz.
- Streekbus 41: Heerenveen - Joure - Scharsterbrug - Sint Nicolaasga - Spannenburg - Tjerkgaast - Sloten - Wijckel - Balk - Sondel - Lemmer